# Interdyscyplinarne Centrum Modelowania Matematycznego i Komputerowego Uniwersytetu Warszawskiego
Interdyscyplinarne Centrum Modelowania Matematycznego i Komputerowego UW (ICM) − jednostka Uniwersytetu Warszawskiego, której zadaniem jest udostępnianie wielkich mocy obliczeniowych środowisku naukowemu z całej Polski. Pełni także funkcję krajowego centrum udostępniania kilkunastu naukowych baz danych.

## Opis
ICM powołano uchwałą Senatu Uniwersytetu Warszawskiego z dnia 29 czerwca 1993 roku. Głównym komputerem służącym do zaawansowanego modelowania naukowego jest obecnie  128-procesorowy superkomputer Cray X1E (pierwsza instalacja modelu X1E na świecie), o mocy obliczeniowej ok. 576 GFLOPS i posiadający 128 GB pamięci operacyjnej. Oprócz tego ICM posiada komputer Cray SV1ex oraz klastry – składające się z 98 węzłów opartych na 2 procesorach 2 GHz AMD Opteron z 2 GB pamięci każdy oraz 90 węzłów opartych na 2 procesorach 2.6 GHz AMD Opteron z 4 GB pamięci każdy.
Dostęp do tej mocy jest możliwy dla każdego polskiego naukowca, po przedłożeniu projektu planowanych badań i zaaprobowaniu go przez radę ICM. Oprócz tego ICM realizuje kilkanaście własnych projektów naukowych w oparciu o posiadaną moc obliczeniową.
Oprócz roli ośrodka obliczeniowego, ICM pełni też funkcję głównego, krajowego centrum udostępniania naukowych baz danych. Część z tych baz znajduje się bezpośrednio na serwerach ICM, a dla części ICM odgrywa tylko rolę negocjatora warunków dostępu dla polskich uczelni i instytutów naukowych.
ICM udostępnia m.in. następujące bazy danych:
- MEDLINE
- Science Citation Index
- MATH
- Beilstein
- EMIS

ICM prowadzi także numeryczną prognozę pogody dla Europy Środkowej, którą udostępnia bezpłatnie w internecie. Od 1995 roku ICM udostępnia największe w Polsce archiwa wolnego oprogramowania, jest także miejscem, w którym działała pierwsza w Polsce popularna wyszukiwarka internetowa – „Polski Infoseek“. Jest też nadawcą Akademickiej Telewizji Naukowej (ATVN), która jest nadawana bezpłatnie w Internecie w formacie RealMedia.
W ICM wyodrębniony został Dział Sieciowy, świadczący jednostkom Uniwersytetu Warszawskiego m.in. usługi związane z dostępem do uniwersyteckiej sieci szkieletowej oraz do Internetu.
ICM udostępnia jeden z największych serwerów Usenet News w Polsce oraz archiwum początków usenetu w Polsce.

## Dyrektorzy
- prof. Marek Niezgódka (1 lipca 1993–30 czerwca 2018)[1]
- dr Marek Michalewicz (1 lipca 2018– 31 grudnia 2021)[1]
- dr inż. Robert Sot (od 1 stycznia 2022)[2]